# Koguryö
Goguryeo o Koguryŏ (pronunciació en coreà [koɡuɾjʌ], hangul 고구려 hanja 高句麗) fou un antic regne coreà ubicat a la part central i nord de l'actual Península de Corea, al sud de Manxúria i al sud del krai de Primórie.
Juntament amb Baekje i Silla, Goguryeo fou un dels Tres regnes de Corea. Goguryeo fou un actiu participant en la lluita pel poder quant al control de la Península de Corea, així com associat en les polítiques de relacions exteriors dels seus veïns de la Xina i el Japó.
El Samguk Sagi, un text del segle xii de Goryeo, ens indica que Goguryeo va ser fundat l'any 37 aC per Jumong, un príncep de Buyeo, tot i que hi ha proves arqueològiques i textuals que suggereixen que la Cultura de Goguryeo ja existia des del segle ii aC, més o menys quan va desaparèixer Gojoseon, un regne anterior que també va ocupar la part sud de Manxúria i el nord de Corea.
Koguryö fou la dinastia més important del nord-est d'Àsia, i fou atacada en 598 i entre 612 i 614 per la dinastia Sui sent un dels factors fonamentals del col·lapse de la dinastia, que va provocar la seva caiguda per part de la dinastia Tang l'any 618 dC. Koguryö va finalment ser derrotada per l'aliança de Silla i la dinastia Tang al 668. Després d'aquesta derrota, el seu territori va ser dividit entre Silla, Baekje i la els Tang.